# Tvk NEWSハーバー
『tvk NEWSハーバー』（ティーヴィーケイ ニュースハーバー）は、2006年7月10日よりテレビ神奈川（tvk）で放送されているニュース・情報番組である。
本項では月曜日から木曜日での後枠番組となった『NEWS 545』（ニュースごーよんご）についても述べる。

## 概要
テレビ神奈川 (tvk) 本社が入居する横浜メディアビジネスセンターの1階に所在した「プラザ」がスタジオ機能を持たせた「ヨコハマNEWSハーバー」に改装されたことに伴い、それまで放送されていた夕方の『tvkニュース』と『神奈川新聞ニュース縦横ななめ』を統合、さらに特集を組み合わせた番組構成で放送が開始され、tvkでは10年ぶりの夕方の大型生番組となった。
2007年7月30日よりデジタルハイビジョン制作となった。また、2008年4月7日からはステレオ放送となっている。さらに2010年4月から、tvkの報道取材用機材（テレビカメラやFPU設備）がほぼ一斉にハイビジョン対応のものに切り替わったことから、取材映像も一部の企画ものを除き、16:9画角となった（テロップ・CGシステムも後に画角16:9対応へ改修されている）。
2009年3月30日から『ごごたま』（テレビ埼玉制作）ネット開始に伴い、17:55開始の35分番組となり、また、放送に使用されるスタジオが「ヨコハマNEWSハーバー」から第2スタジオに変更されたが、番組名の変更は行われず、現在に至っている。
2011年4月改編でのtvk昼の生ワイド番組『ありがとッ!』の開始により、本番組は毎週金曜の週1回30分（17:30 - 18:00）に短縮され、また、月～木のニュース番組として17:45 - 18:00に『tvk NEWS 545』が開始された。
2013年度の改編では、『tvk NEWS 545』の終了に伴い、月～木曜に限り、6年9か月ぶりに18時からの定時の『tvkニュース』が復活。本番組は金曜18:00 - 18:30に放送時間が変更された。

## 現在の出演者

### キャスター
- 増田美香（tvkアナウンサー、2023年4月7日 - ）[1]

### ニュース担当
- 藤坂奈央（tvk記者、2022.4.8 - ）[2]

## 過去の出演者

### キャスター
| 期間      | 期間       | キャスター   | キャスター   | キャスター   | キャスター   | キャスター | お天気キャスター  |
| 期間      | 期間       | 月曜         | 火曜         | 水曜         | 木曜         | 金曜       | お天気キャスター  |
| --------- | ---------- | ------------ | ------------ | ------------ | ------------ | ---------- | ----------------- |
| 2006.7.3  | 2006.9.29  | 三崎幸恵     | 三崎幸恵     | 尾辻舞       | 仲山今日子   | 仲山今日子 | （不在）          |
| 2006.10.2 | 2007.3.30  | 三崎幸恵     | 三崎幸恵     | 富樫吉樹     | 仲山今日子   | 仲山今日子 | （不在）          |
| 2007.4.2  | 2007.9.28  | 三崎幸恵     | 三崎幸恵     | 尾辻舞       | 仲山今日子   | 仲山今日子 | （不在）          |
| 2007.10.1 | 2008.3.28  | 三崎幸恵     | 三崎幸恵     | 富樫吉樹     | 仲山今日子   | 仲山今日子 | （不在）          |
| 2008.3.31 | 2008.9.26  | 三崎幸恵     | 三崎幸恵     | 富樫吉樹     | 仲山今日子   | 仲山今日子 | 木島由利香        |
| 2008.9.29 | 2009.3.27  | 三崎幸恵     | 三崎幸恵     | 尾辻舞       | 仲山今日子   | 仲山今日子 | 木島由利香        |
| 2009.3.30 | 2009.10.30 | 三崎幸恵     | 尾辻舞       | 仲山今日子   | 仲山今日子   | 中村理恵   | 木島由利香        |
| 2009.11.2 | 2010.4.2   | 三崎幸恵     | 三崎幸恵     | 仲山今日子   | 仲山今日子   | 中村理恵   | 木島由利香        |
| 2010.4.5  | 2011.4.1   | 大原裕美     | 中村理恵     | 仲山今日子   | 仲山今日子   | 中村理恵   | 伊藤りえ 山田泰葉 |
| 2011.4.8  | 2011.6.24  | （放送なし） | （放送なし） | （放送なし） | （放送なし） | 仲山今日子 | 伊藤りえ 山田泰葉 |
| 2011.7.1  | 2012.3.30  | （放送なし） | （放送なし） | （放送なし） | （放送なし） | 仲山今日子 | 伊藤りえ          |
| 2012.4.6  | 2015.3.27  | （放送なし） | （放送なし） | （放送なし） | （放送なし） | 小林咲夏   | 伊藤りえ          |
| 2015.4.3  | 2015.6.26  | （放送なし） | （放送なし） | （放送なし） | （放送なし） | 小林咲夏   | 天川和菜子        |
| 2015.7.3  | 2016.3.25  | （放送なし） | （放送なし） | （放送なし） | （放送なし） | 長澤彩子   | 天川和菜子        |
| 2016.4.1  | 2018.3.30  | （放送なし） | （放送なし） | （放送なし） | （放送なし） | 長澤彩子   | くぼてんき        |
| 2018.4.6  | 2019.3.29  | （放送なし） | （放送なし） | （放送なし） | （放送なし） | 三崎幸恵   | くぼてんき        |
| 2019.4.5  | 2020.9.25  | （放送なし） | （放送なし） | （放送なし） | （放送なし） | 瀬村奈月   | （不在）          |
| 2020.10.2 | 2022.3.25  | （放送なし） | （放送なし） | （放送なし） | （放送なし） | 瀬村奈月   | 田中碧            |
| 2022.4.1  | 2023.3.31  | （放送なし） | （放送なし） | （放送なし） | （放送なし） | 田中碧     | 田中碧            |

- 三浦綾子（2011.7.29　仲山のリリーフ）

### ニュース担当
- 瀬村奈月（ - 2019.3）
- 二本木美唯貴（tvk記者）（2019.4 - 2020.9）
- 田中碧（天気も担当）（2020.10.2[3][4] - 2022.3.25）

## 放送時間の変遷
| 期間       | 期間       | 放送時間（日本時間）       |
| ---------- | ---------- | -------------------------- |
| 2006.07.10 | 2009.03.27 | 平日 17:30 - 18:10（40分） |
| 2009.03.30 | 2010.03.31 | 平日 17:55 - 18:30（35分） |
| 2010.04.01 | 2011.03.28 | 平日 18:00 - 18:30（30分） |
| 2011.04.01 | 2013.03.29 | 金曜 17:30 - 18:00（30分） |
| 2013.04.05 | 現在       | 金曜 18:00 - 18:30（30分） |

- 2015年度までの祝日の放送は18:00 - 18:10に通常の『tvkニュース』が編成されたが、2016年度以降は祝日についても本番組が編成される。その後、2021年度から再度『tvkニュース』として編成されている。
- 2020年4月3日から6月12日まで、新型コロナウイルス感染症対策の為、放送時間を月曜から木曜の『tvkニュース』と同じ18:00 - 18:15に短縮編成した。
- 2020年6月19日は18:00より『tvkプロ野球中継・横浜DeNA×広島』[注釈 1]を放送のため休止。代替枠として16:45 - 17:00に『tvkニュース』を編成した。
- 2021年4月2・9・16日は、各日共に18:00より『tvkプロ野球中継』を放送[注釈 2]のため、17:30 - 18:00に変更[注釈 3]。
- 2022年4月1日は番組編成上の都合により休止。代替枠として18:00 - 18:15に『tvkニュース』、18:20 - 18:30に『weather report』をそれぞれ編成。また翌週の8日は17:30 - 17:55に『ごりやくさん』(再)、17:55 - 18:00に『weather report』、18:00 - 18:30に『洋楽天国+』を放送のため17:00 - 17:30に変更[注釈 4]。
- 2023年4月14日は18:00より『tvkプロ野球中継・横浜DeNA×阪神』を放送のため、17:30 - 18:00に変更。

## タイムテーブル

### 現在（金曜のみ時代）
（2019年4月現在）
- 18:00　オープニング～今日のニュース
- 18:07頃　特集
  - Way to Go!（奇数週）
  - CHUMAN進学ナビステーション（第2週）
  - News Link Again（2019年度 - 、不定期）
    - 同局の夜のニュース番組『News Link』で放送された特集から一つを選んで再放送する。
- 18:23頃　ニュース
- 18:26　天気予報
- 18:28　エンディング

### 2011年3月以前（帯番組時代）
- 18:00　オープニング～今日のニュース
- 18:10　特集
  - ゲストトーク（月曜日、火曜日）
  - かながわ教育インフォメーション（火曜日）
  - Way To Go!（火曜日、月2回）
  - 森永教授のなるほど経済学（毎月最終水曜日）
  - Pick Up Arts!（木曜日）
  - 新・関内ランキング研究所（不定期・金曜日）
  - アニマルウォッチング（金曜日）
- 18:18　神奈川新聞ニュースたてよこナナメ
- 18:23　天気予報
  - この時間のBGMは2010年10月現在、コーナー入りのところは『上柳昌彦のお早うGoodDay!・6時台スポーツニュース』（ニッポン放送）で使用されていたもの、また天気の詳細情報に入ると、「Isn't she lovely／Stevie Wonder」のギター演奏によるインスト版が使用されている。

#### 過去のコーナー（金曜のみ時代）
- 学食を食べよー!（2012年度、月1回）[5]
- あすへの助走（ステップ）（毎月第4週）
  - 小林咲夏が話題の人に密着取材を敢行するレギュラーコーナー。それぞれの夢に向かって頑張る姿をお届けする[6]。
- えがおの素（2013年度、第1週）
  - 笑顔がひろがる食べ物を紹介する[7]。
- 堀潤のつながるニュース（2013年10月 - 、第4週）
  - 元NHKアナウンサーでジャーナリストの堀潤と共にお送りする視聴者参加型コーナー[8]。
- 投稿コーナー（18:26頃）

## スタジオ
- ヨコハマNEWSハーバー（スタジオブース）2006年7月10日 - 2009年3月27日
- 第2スタジオ　2009年3月30日-

## NEWS 545
2011年4月から2013年3月までは月～木に関して、本番組に代わるニュース番組『NEWS 545』が放送された。それまでtvkの平日夕方のニュース、情報番組は最短でも30分枠で編成されていたが『NEWS 545』では放送時間が17:45 - 18:00の15分に短縮され、特集コーナーの縮小などで対応した。また、tvkのタイムテーブル上では、『tvkニュース・天気予報』とされ、また、番組中での「tvk」の表記はなされなかった。